# Chimarra aneca
Chimarra aneca är en nattsländeart som beskrevs av Malicky och Chantaramongkol 1993. Chimarra aneca ingår i släktet Chimarra och familjen stengömmenattsländor. Inga underarter finns listade i Catalogue of Life.